# Kostis Palamas

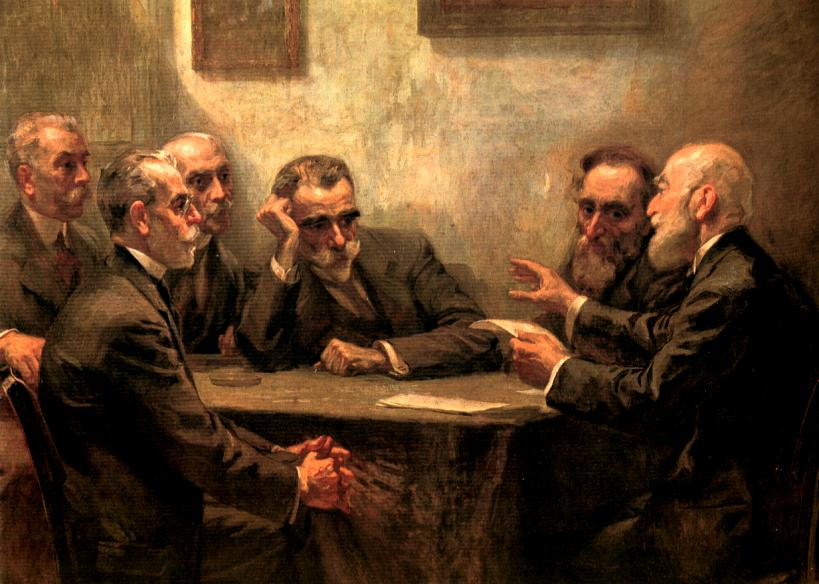
Die Dichter (1919) von Georgios Roilos. Abgebildet sind verschiedene Dichter der Generation von 1880; in der Mitte Kostis Palamas.

Kostís Palamás (griechisch Κωστής Παλαμάς, * 13. Januar 1859 in Patras; † 27. Februar 1943 in Athen) war ein neugriechischer Literat und betätigte sich als Dichter, Prosaschriftsteller, Dramatiker, Historiker und Literaturkritiker. Er gilt als der wichtigste Vertreter der Generation von 1880 und trug mit seiner Lyrik entscheidend dazu bei, dass sich die neugriechische Volkssprache gegenüber der antikisierenden Hochsprache in der Literatur durchsetzen konnte. Die literarische Strömung um Palamas und seine Zeitgenossen Georgios Drosinis und Nikos Kambas wird als Neue Athener Schule bezeichnet.

## Leben
Palamas, dessen Eltern aus Mesolongi stammten, wurde 1859 als zweiter von drei Brüdern in Patras geboren. Väterlicherseits wies Palamas' Stammbaum bereits einige Gelehrte auf, so zum Beispiel seinen Urgroßvater Panagiotis Palamas (1722–1803), der in Mesolongi die Palamische Schule gründete, oder seinen Großvater Ioannis Palamas, der an der Akademie des Patriarchats in Konstantinopel unterrichtete.
Im Alter von sechs Jahren wurde Kostis Palamas zur Vollwaise und lebte fortan zusammen mit seinen beiden Brüdern bei nahen Verwandten in Mesolongi. Nach dem Gymnasialabschluss ließ sich Palamas 1875 in Athen nieder, um dort Jura zu studieren, doch wandte er sich bald von der Rechtslehre ab und der Literatur zu. Bereits mit neun Jahren hatte er sein erstes Gedicht geschrieben, das er später als Gedicht zum Lachen („ποίημα για γέλια“) charakterisierte. Ab 1875 veröffentlichte er weitere Werke in Zeitungen und Zeitschriften und reichte schließlich 1876 seine Gedichtsammlung Ερώτων Έπη (Epen der Liebschaften) bei einem Dichterwettbewerb ein. Palamas schrieb damals noch in einer antikisierenden Sprache (Katharevousa), die stark von der der ersten Athener Schule geprägt war. Seine Gedichte wurden zwar als „leblose Reimereien“ abgelehnt, doch folgte schon 1878 die erste eigenständige Veröffentlichung Palamas', das Gedicht Mesolongi (Μεσολόγγι).
Seit 1898 arbeitete Palamas zusammen mit seinen Kommilitonen Nikos Kambas und Georgios Drosinis mit den politisch-satirischen Zeitschriften „Ραμπαγάς“ (Rambagas) und „Μη χάνεσαι“ (Verirr dich nicht). Sie spürten, dass die Zeit überreif für eine Neuerung in der neugriechischen Poesie war und dass die alte Athener Schule mit ihrer Romantik und der altertümlichen Sprache ausgedient hatte. Die alteingesessenen Dichter ihrerseits verspotteten dagegen Palamas und seine Mitstreiter als kindische Emporkömmlinge.
1886 veröffentlichte Palamas zum ersten Mal eine Gedichtsammlung, die Lieder meiner Heimat (Τραγούδια της Πατρίδος μου). Sie ist in der Volkssprache geschrieben und stilistisch ein Musterbeispiel der neuen Athener Schule. 1887 heiratete Kostis Palamas Maria Valvi, mit der er drei Kinder hatte. 1889 veröffentlichte er die seiner Frau gewidmete Hymne an Athene (Ύμνος εις την Αθηνάν) und erhielt dafür noch im selben Jahr einen Preis beim philadelphischen Dichterwettbewerb; auch im darauf folgenden Jahr 1890 wurde ihm diese Auszeichnung zuteil. 1896 wurde er beauftragt, den Text der Hymne für die Olympischen Spiele 1896 zu verfassen, der von Spyros Samaras vertont wurde und heute die Olympische Hymne darstellt. Ein Jahr später wurde er in ein Ehrenamt der Universität Athen berufen, das er bis 1928 bekleidete. Eine weitere Gedichtsammlung folgte mit Jamben und Anapäste (Ίαμβοι και Ανάπαιστοι).
1898 starb Palamas' Sohn Alkis im Alter von vier Jahren, was ein einschneidendes Erlebnis in der Vita des Dichters darstellte und das er in seinem lyrischen Werk Das Grab (Ο τάφος) zu verarbeiten suchte. In den folgenden Jahren veröffentlichte er weitere bedeutende Gedichtsammlungen: Unbewegtes Leben (Ασάλευτη Ζωή, 1904), Die zwölf Gesänge des Zigeuners (ο Δωδεκάλογος του Γύφτου, 1907), Die Flöte des Königs (Η Φλογέρα του Βασιλιά, 1910). 1918 erhielt Palamas den Nationalpreis der Literatur und der Künste (Εθνικό Αριστείο Γραμμάτων και Τεχνών). 1926 wurde er Mitglied der Akademie von Athen und 1930 schließlich deren Präsident.
Kostis Palamas starb nach langer Krankheit am 27. April 1943, 40 Tage nach seiner Frau. Sein Begräbnis, dem Tausende Griechen beiwohnten, geriet zu einem historischen Ereignis, das die Einheit und die Freiheitsliebe der durch die deutsche Besatzung beherrschten griechischen Nation verkörperte. Die berühmt gewordene Grabrede hielt der Lyriker Angelos Sikelianos.

## Künstlerisches Schaffen
Kostis Palamas gilt als einer der produktivsten neugriechischen Literaten. Er veröffentlichte insgesamt 18 Gedichtsammlungen sowie zahlreiche Theaterstücke, kritische und historische Essays, komparatistische Studien und Buchrezensionen, die aber alle nicht an die Bedeutung seines lyrischen Werks heranreichen. Die Bibliographie Kostis Palamas von Giorgos K. Katsimbalis zählt 2500 „Essays, Artikel und Notizen“.
Unter den Lyrikern der Generation von 1880 zeichnete sich Palamas dadurch aus, dass er die Dichtung entscheidend voranbrachte und in jeder seiner Sammlungen etwas Neues wagte.
Seine ersten beiden Gedichtsammlungen, Lieder meiner Heimat (Τραγούδια της Πατρίδος μου) und Die Augen meiner Seele (Τα μάτια της ψυχής μου), wiesen noch Spuren der Athener Schule auf sowie einige Katharevousa-Elemente. Der erste wirkliche Meilenstein in Palamas' Lyrik war die Sammlung Jamben und Anapäste (Ίαμβοι και Ανάπαιστοι, 1897), vor allem wegen ihrer neuartigen Metrik, die Jamben und Anapäste miteinander kombinierte, aber auch wegen ihrer Knappheit und Stringenz im Ausdruck. Das darauffolgende Werk, Das Grab (O τάφος, 1898), besteht aus Klagegedichten, die er anlässlich des Todes seines Sohnes Alkis schrieb. Palamas' erste schöpferische Phase endet mit der Sammlung Unbewegtes Leben (Ασάλευτη Ζωή, 1904), die eine Synthese seines bisherigen Schaffens darstellt. Vor allem die Gedichte Die Palme (Η Φοινικιά, sein aus lyrischer Sicht vielleicht makellosestes Werk), Der Askraier (O Ασκραίος, = Hesiod) sowie die Sonette Heimat (Πατρίδες, bereits 1895 erstmals veröffentlicht) sind hier zu nennen.
Die folgenden zwei Werke sind große episch-lyrische Kompositionen mit nationalem Symbolismus, die die Enttäuschung des Krieges von 1897 widerspiegeln. Der „Zigeuner“ im Die zwölf Gesänge des Zigeuners (O Δωδεκάλογος του Γύφτου, 1907) bricht mit allen althergebrachten Idolen und erschafft sich mit Hilfe einer Geige (stellvertretend für die Kunst) neue. Der charakteristischste Teil des Werkes ist der „achte Gesang“, die Vorhersehung (Προφητικός), das die Gewissheit über die Wiedergeburt der Nation ausdrückt. Die Flöte des Königs (Η φλογέρα του βασιλιά, 1910) spielt sich im Byzantinischen Reich ab und erzählt von der Reise Basileios' II. nach Athen. Palamas selbst hielt Die zwölf Gesänge des Zigeuners und Die Flöte des Königs für seine zwei wichtigsten Werke.
Später kehrte Palamas zu kleineren Literaturformen zurück und veröffentlichte Die Trauer der Lagune (Οι καημοί της Λιμνοθάλασσας), Die Stadt und die Einsamkeit (Η Πολιτεία και η Μοναξιά, 1912), Altäre (Βωμοί) sowie Satirische Übungen (Σατιρικά γυμνάσματα). Noch in seinen letzten Gedichtsammlungen (Der Zyklus der Vierzeiler - Ο κύκλος των τετράστιχων, 1929; Die Nächte des Phemios - Οι νύχτες του Φήμιου, 1935) wartete Palamas mit lyrischen Innovationen auf. In den letzten zehn Jahren seines Lebens schrieb Palamas keine Gedichte mehr.

## Palamas und der Demotizismus
Palamas' Auftreten als Dichter fiel mit der erbittertsten Phase des Griechischen Sprachstreits zusammen (1888 wurde Psycharis' Meine Reise - Tο Ταξίδι μου veröffentlicht). Während sich in der Lyrik (v. a. der Neuen Athener Schule) die Volkssprache nach und nach etablierte, dominierte in der Prosa wie auch im offiziellen Schriftverkehr die Katharevousa. Palamas urteilte als Vertreter der Volkssprache wohlwollend über Psycharis' Meine Reise und schrieb bereits einen Tag nach dessen Lektüre den Artikel Das revolutionäre Buch von Herrn Psycharis (Το επαναστατικόν βιβλίον του κ. Ψυχάρη), in dem er das Werk pries, jedoch auch seine (zu) extremen Ansichten erwähnte. Palamas setzte sich fortwährend und tatkräftig für die Etablierung der Dimotiki ein, indem er etwa von Anfang an mit dem demotizistischen Blatt Νουμάς (Noumas) zusammenarbeitete und seine komplette eigene literarische Produktion (auch die wenigen Prosaerzählungen) in der Volkssprache schrieb und nicht zuletzt auch Freunde wie den griechischen Harvard-Philologen und Übersetzer seiner Gedichte ins Englische Aristides Phoutrides zur Wertschätzung der Dimotiki bewegte. Dies brachte ihn beruflich mehrfach in Schwierigkeiten, da er einerseits als Unterstützer der Dimotiki bekannt, andererseits aber als Universitätssekretär dazu gezwungen war, offizielle Dokumente in strenger Katharevousa zu verfassen.

## Rezeption und Nachwirkung
Kostis Palamas wurde zweimal für den Literatur-Nobelpreis nominiert, erhielt ihn aber nie. Nach dem Zweiten Weltkrieg galt er neben Dionysios Solomos als der bedeutendste neugriechische Lyriker; heute erkennt ihn die Literaturwissenschaft zwar immer noch als großen Dichter an, misst ihm aber keine so zentrale Rolle bei wie etwa Konstantinos Kavafis oder Giorgos Seferis. Die Bedeutung Palamas' wird weniger in seiner Lyrik als solcher gesehen, sondern vor allem in der Position, die er im geistigen Leben Griechenlands über Jahrzehnte einnahm: Er war die Galionsfigur eines literarischen Aufschwungs, Wegbereiter einer neuen Dichtergeneration und auf geistiger Ebene eine so außergewöhnliche und bestimmende Persönlichkeit wie zeitgleich Eleftherios Venizelos in der Politik.

## Werke

### Lyrik
- Lieder meiner Heimat - Τραγούδια της Πατρίδος μου (1886)
- Hymne an Athene - Ύμνος εις την Αθηνάν (1889)
- Die Augen meiner Seele - Τα μάτια της ψυχής μου (1892)
- Jamben und Anapäste - Ίαμβοι και ανάπαιστοι (1897)
- Das Grab - O Τάφος (1898)
- Die Grüße der Sonnengeborenen - Οι χαιρετισμοί της Ηλιογέννητης (1900)
- Unbewegtes Leben - Ασάλευτη ζωή (1904)
- Die zwölf Gesänge des Zigeuners - Ο Δωδεκάλογος του Γύφτου (1907)
- Die Flöte des Königs - Η φλογέρα του Βασιλιά (1910)
- Die Trauer der Lagune - Οι καημοί της λιμνοθάλασσας (1912)
- Satirische Übungen - Σατιρικά Γυμνάσματα (1912)
- Die Stadt und die Einsamkeit - Η πολιτεία και η μοναξιά (1912)
- Altäre - Βωμοί (1915)
- Die unzeitgemäßen Gedichte - Τα παράκαιρα (1919)
- Die Vierzehnzeiler - Τα δεκατετράστιχα (1919)
- Die Fünfsilber - Οι πεντασύλλαβοι (1925)
- Das ergreifende Flüstern - Τα παθητικά κρυφομιλήματα (1925)
- Die Wölfe - Οι λύκοι (1925)
- Zwei Blumen aus der Fremde - Δυό λουλούδια από τα ξένα (1925)
- Die schüchternen und grausamen Verse - Οι δειλοί και σκληροί στίχοι (1928)
- Der Zyklus der Vierzeiler - Ο κύκλος των τετράστιχων (1929)
- Grüße und Vorübergehen - Περάσματα και χαιρετισμοί (1931)
- Die Nächte des Phemius - Οι νύχτες του Φήμιου (1935)
- Abendliches Feuer - Βραδινή φωτιά (1944, posthume Ausgabe, bearbeitet von seinem Sohn Leandros)

### Prosa
- Tod eines Pallikaren - Θάνατος παληκαριού, Erzählung, (1901)
- Erzählungen - Διηγήματα, 1920

### Theaterstücke
- Trisévgeni - Τρισεύγενη, Drama (1903)

### Kritiken und Essays
- Kalvos aus Zakynthos - Κάλβος ο Ζακύνθιος (1889) in Estia, Essay, der zur Wiederentdeckung des Werkes von Andreas Kalvos beitrug